# Cash Wheeler
 (juin 2021).
Pour les articles homonymes, voir Wilder.
Daniel Marshall Wheeler (né le 17 mai 1987 à Raleigh (Caroline du Nord)) est un catcheur (lutteur professionnel) américain. Il travaille actuellement à la All Elite Wrestling, la New Japan Pro Wrestling et la Ring of Honor, sous le nom de Cash Wheeler.

## Jeunesse
Le père de Wheeler est un fan de catch et c'est en regardant Hulk Hogan que Daniel se passionne pour ce divertissement.
Durant son adolescence, il lit beaucoup de livres en rapport avec le catch notamment des autobiographies de catcheurs. Il pratique aussi le backyard wrestling avec ses amis car il n'a pas les moyens de s'entraîner dans une école de catch. Il fait partie pendant deux ans de l'équipe de lutte du West McDowell Junior High School. 

## Carrière

### World Wrestling Entertainment (2014-2020)

#### Débuts àNXTet doubles champions par équipe de laNXT(2014-2017)
Le 17 juillet 2014 à NXT, ils effectuent leurs débuts dans le show jaune en tant que Heel, sous le nom de The Mechanics, et leur premier match en perdant face à Bull Dempsey et Mojo Rawley. 
Le 7 octobre 2015 à NXT TakeOver: Respect, ils atteignent la demi-finale du tournoi Dusty Rhodes Tag Team Classic, mais ne se qualifient pas pour la finale, battus par Finn Bálor et Samoa Joe. Le 22 octobre à NXT, ils deviennent les nouveaux champions par équipe de la NXT en battant les Vaudevillains (Aiden English et Simon Gotch), remportant les titres pour la première fois de leurs carrières. Le 16 décembre à NXT TakeOver: London, ils conservent leurs titres en battant Enzo Amore et Colin Cassady. 
Le 1er avril 2016 à NXT TakeOver: Dallas, ils changent leur nom d'équipe pour The Revival, mais perdent face à American Alpha (Chad Gable et Jason Jordan), ne conservant pas leurs titres et mettant fin à un règne de 162 jours. Le 8 juin à NXT TakeOver: The End, ils  redeviennent champions par équipe de la NXT en prenant leur revanche sur leurs mêmes adversaires, remportant les titres pour la seconde fois.
Le 20 août à NXT TakeOver: Brooklyn II, ils conservent leurs titres en battant #DIY (Johnny Gargano et Tommaso Ciampa). 
Le 19 novembre à NXT TakeOver: Toronto, ils perdent le match revanche face à ses mêmes adversaires dans un 2 Out of 3 Falls match (1-2), ne conservant pas leurs titres et mettant fin à un règne de 164 jours. 
Le 1er avril 2017 à NXT TakeOver: Orlando, ils ne remportent pas les titres par équipe de la NXT, battus par les AOP (Akam et Rezar) dans un Triple Threat Elimination Tag Team match, qui inclut également #DIY (Johnny Gargano et Tommaso Ciampa).

#### Débuts àRawet doubles champions par équipe deRaw(2017-2019)
Le 3 avril 2017 à Raw, ils effectuent leurs débuts dans le show rouge en battant le New Day.
Le 28 janvier 2018 lors du pré-show au Royal Rumble, ils battent The Club (The Good Brothers).
Le 8 avril lors du pré-show à WrestleMania 34, ils ne remportent pas la André the Giant Memorial Battle Royal, gagnée par Matt Hardy.
Le 19 août lors du pré-show à  SummerSlam, ils ne remportent pas les titres par équipe de Raw, battus par la B-Team.
Le 18 novembre lors du pré-show aux Survivor Series, l'équipe Raw (Bobby Roode, Chad Gable, la B-Team, Lucha House Party, l'Ascension et eux) perd face à celle de SmackDown (les Usos, le New Day, les Good Brothers, SAnitY et les Colóns) dans un Man's 10-on-10 Tradtional Survivor Series Elimination Tag Team match.
Le 21 janvier 2019 à Raw, ils ne remportent pas les titres par équipe de Raw, battus par Bobby Roode et Chad Gable, avec Curt Hawkins comme arbitre spécial du match. Après le combat, ils effectuent un Heel Turn en attaquant ce dernier, qui sera sauvé par Zack Ryder. Le 11 février à Raw, ils deviennent les nouveaux champions par équipe de Raw en prenant leur revanche sur leurs mêmes adversaires, remportant les titres pour la première fois de leurs carrières. Le 10 mars à Fastlane, ils conservent leurs titres en battant Bobby Roode, Chad Gable, Ricochet et Aleister Black dans un Triple Threat Tag Team Match.
Le 7 avril lors du pré-show à WrestleMania 35, ils perdent face à Curt Hawkins et Zack Ryder, ne conservant pas leurs titres et mettant fin à un règne de 55 jours. Le 10 juin à Raw, ils redeviennent champions par équipe de Raw en battant Curt Hawkins, Zack Ryder et les Usos dans un Triple Threat Tag Team Match, remportant les titres pour la seconde fois. 
Le 29 juillet à Raw, ils perdent face aux Good Brothers dans  un Triple Threat Tag Team match, qui inclut également les Usos, ne conservant pas leurs titres et mettant fin à un règne de 49 jours.

#### Champions par équipe deSmackDownet départ (2019-2020)
Le 15 septembre à Clash of Champions, ils deviennent les nouveaux champions par équipe de SmackDown en battant le New Day (Xavier Woods et Big E), remportant les titres pour la première fois de leurs carrières.  
Le 8 novembre à SmackDown Live, ils perdent face au New Day (Big E et Kofi Kingston), ne conservant pas leurs titres. Le 15 décembre à TLC, ils ne remportent pas les titres par équipe de SmackDown, battus par le New Day dans un Ladder Match.
Le 10 avril 2020, la WWE annonce la libération de contrat des deux hommes, ayant demandé à quitter la compagnie depuis des mois.

### All Elite Wrestling (2020-...)

#### Débuts et champions par équipe de la AEW (2020)
Le 27 mai à Dynamite, l'équipe fait ses débuts, en tant que Face, sous le nom de FTR, en sauvant les Young Bucks, attaqués par The Butcher et The Blade. Le 10 juin à Dynamite, ils font leurs débuts sur le ring en battant The Butcher et The Blade. 
Le 8 juillet à Fyler Fest, les Young Bucks et eux perdent face à The Butcher, The Blade et les Lucha Bros dans un 8-Man Tag Team Match. Le 15 juillet à Fight for the Fallen, ils battent les Lucha Brothers. Le 12 août à Dynamite, alors qu'une bagarre éclate entre Ricky Morton et Tully Blanchard durant une réunion qui rassemble les équipes, ils effectuent un Heel Turn en attaquant le premier. Le 5 septembre à All Out, ils deviennent les nouveaux champions du monde par équipes de la AEW en battant "Hangman" Adam Page et Kenny Omega. 
Le 7 novembre à Full Gear, ils perdent face aux Young Bucks, ne conservant pas leurs titres.

#### The Pinnacle, champions du monde par équipe de la AAA et champions par équipe de la IWGP (2021-2022)
Le 10 mars 2021 à Dynamite, MJF présente son nouveau clan, The Pinnacle, composé de Tully Blanchard, Shawn Spears, Wardlow, lui-même et eux, après avoir été renvoyé du Inner Circle, ce qui déclenche une bagarre entre les 10 hommes, où ils tabassent leurs adversaires. 
Le 30 mai à Double or Nothing, le clan perd le match revanche face au clan rival dans un Stadium Stampede Match. 
Le 16 octobre à Dynamite, ils deviennent les nouveaux champions du monde par équipe de la AAA en battant les Lucha Brothers. Le 13 novembre à Full Gear, ils ne remportent pas les titres mondiaux par équipe de la AEW, battus par leurs mêmes adversaires. Le 4 décembre à Triplemania Regia II, ils conservent leurs titres en battant les frères luchadors dans un Ladder Match. 
Le 26 juin 2022 à AEW × NJPW: Forbidden Door, ils conservent leurs titres par équipe de la ROH et de la AAA, puis deviennent les nouveaux champions par équipe de la IWGP en battant The United Empire (Great-O-Khan et Jeff Cobb) et Roppongi Vice (Trent Beretta et Rocky Romero) dans un 3-Way Winner Takes All Tag Team match, remportant les titres pour la première fois de leurs carrières.
Le 4 septembre à All Out, Wardlow et eux battent Jay Lethal et The Motor City Machine Guns (Chris Sabin et Alex Shelley) dans un 6-Man Tag Team Match.
Le 28 décembre à AAA Gira Aniversario XXX Noche De Campeones, ils perdent face à la Facción Ingobernable (Dragon Lee et Dralistico), ne conservant pas leurs titres par équipe de la AAA et mettant fin à un règne de 438 jours.

#### Retour et doubles champions du monde par équipe de la AEW (2023-...)
Le 5 mars 2023 à Revolution, après la conservation des titres mondiaux par équipe de la AEW des Gunns sur les Acclaimed, Jeff Jarrett, Jay Lethal, Orange Cassidy et Danhausen dans un Fatal 4-Way Tag Team match, ils font leur retour après deux mois d'absence, à la suite d'une pause, et poussent les deux frères à prendre la fuite. 
Le 5 avril à Dynamite, ils redeviennent champions du monde par équipe de la AEW, pour la seconde fois, en battant les Gunns dans un Title vs. Career match et conservent leurs places au sein de la compagnie. Le 28 mai à Double or Nothing, ils conservent leurs titres en battant Jay Lethal et Jeff Jarrett.
Le 27 août à All In, ils conservent leurs titres en battant les Young Bucks. Le 3 septembre à All Out, leurs rivaux et eux perdent face au Bullet Club Gold (Jay White, Juice Robinson et les Gunns) dans un 8-Man Tag Team match.
Le 1er octobre à WrestleDream, ils conservent leurs titres en battant Aussie Open (Kyle Fletcher et Mark Davis). Six soirs plus tard à Collision, ils ne conservent pas leurs ceintures, battus par Ricky Starks et Big Bill, ce qui met fin à un règne de 185 jours. Le 18 novembre à Full Gear, ils ne remportent pas les ceintures, rebattus par leurs mêmes adversaires dans un 4-Way Tag Team Ladder match qui inclut également La Facción Ingobernable (Rush et Dralistico) et Kings of the Black Throne (Malakai Black et Brody King). 
Le 3 mars 2024 à Revolution, ils perdent face au Blackpool Combat Club (Jon Moxley et Claudio Castagnoli). 
Le 21 avril à Dynasty, ils ne remportent pas les ceintures par équipes vacantes, battus par les Young Bucks en finale dans un Ladder match à la suite d'une intervention extérieure de Jack Perry. Le 26 mai à Double or Nothing, Bryan Danielson, Darby Allin et eux perdent face à l'Elite (Kazuchika Okada, les Young Bucks et Jack Perry) dans un Anarchy in the Arena match.

### Ring Of Honor (2021-...)
Le 11 décembre à Final Battle, ils effectuent une apparition surprise, à la Ring of Honor, en attaquant les Briscoe Brothers (Jay Briscoe et Mark Briscoe).
Le 1er avril 2022 à SuperCard Of Honor XVI, ils deviennent les nouveaux champions du monde par équipe de la ROH en battant les Briscoe Brothers. Après le combat, ils effectuent un Face Turn en se courbant et prenant leurs adversaires dans les bras, mais les Young Bucks attaquent les anciens champions par équipe de la compagnie.
Le 23 juillet à ROH Death Before Dishonor 2022, ils conservent leurs titres en battant leurs mêmes adversaires dans un 2 Out of 3 Falls Match.
Le 10 décembre à Final Battle, ils perdent le match revanche face à ces derniers dans un Double Dog Collar match, ne conservant pas leurs titres et mettant fin à un règne de 253 jours.

### New Japan Pro Wrestling (2022-...)
Le 26 juin 2022 à AEW × NJPW: Forbidden Door, ils conservent leurs titres par équipe de la ROH et de la AAA, puis deviennent les nouveaux champions par équipe de la IWGP en battant The United Empire (Great-O-Khan et Jeff Cobb) et Roppongi Vice (Trent Beretta et Rocky Romero) dans un 3-Way Winner Takes All Tag Team match, remportant les titres pour la première fois de leurs carrières et devenant également triples champions par équipe.
Le 4 janvier 2023 à NJPW Wrestle Kingdom 17, ils perdent face à Bishamon (Hirooki Goto et Yoshi-Hashi), ne conservant pas leurs titres par équipe de la IWGP et mettant fin à un règne de 192 jours.

## Palmarès
- All Elite Wrestling
  - 2 fois champion du monde par équipe de la AEW - avec Dax Harwood

- Lucha Libre AAA Worldwide
  - 1 fois champion du monde par équipe de la AAA - avec Dax Harwood

- National Wrestling Alliance
  - 1 fois NWA Anarchy Television Champion
  - 2 fois NWA Anarchy Tag Team Champion avec Derrick Driver

- New Japan Pro-Wrestling
  - 1 fois champion par équipe IWGP avec Dax Harwood

- Ring of Honor
  - 1 fois champion du monde par équipe de la ROH - avec Dax Harwood

- World Wrestling Entertainment
  - 2 fois champion par équipe de Raw - avec Scott Dawson
  - 1 fois champion par équipe de SmackDown - avec Scott Dawson
  - 1 fois champion 24/7 de la WWE - avec Scott Dawson
  - 2 fois champion par équipe de la NXT - avec Scott Dawson

- WrestleForce
  - 1 fois WrestleForce Tag Team Champion avec John Skyler

## Récompenses des magazines
- Pro Wrestling Illustrated

| Année | 2011 | 2012 | 2013       | 2014 | 2015       | 2016 | 2017 | 2018 | 2019 | 2020 | 2021 |
| ----- | ---- | ---- | ---------- | ---- | ---------- | ---- | ---- | ---- | ---- | ---- | ---- |
| Rang  | 376  | 424  | Non classé | 333  | Non classé | 132  | 137  | 170  | 98   | 166  | 255  |

- Wrestling Observer Newsletter

| # | Résultat | Adversaire                                         | Évènement                      | Date             | Durée | Lieu                                 | Notes |
| - | -------- | -------------------------------------------------- | ------------------------------ | ---------------- | ----- | ------------------------------------ | --- |
| 1 | Défaite  | The Young Bucks                                    | AEW Full Gear (2020)           | 7 novembre 2020  | 28:35 | Daily's Place, Jacksonville, Floride | Il s'agit d'un match par équipe où il fait équipe avec Dax Harwood pour le Championnat du monde par équipe de la AEW. Il obtient la note de 5.25.                        |
| 2 | Victoire | The Briscoe Brothers (Jay Briscoe et Mark Briscoe) | ROH Supercard Of Honor 2022    | 1er avril 2022   | 27:25 | Garland, Texas                       | Il s'agit d'un match par équipe où il fait équipe avec Dax Harwood pour le Championnat du monde par équipe de la ROH détenu par les Briscoes Brothers.                   |
| 3 | Victoire | The Briscoe Brothers (Jay Briscoe et Mark Briscoe) | ROH Death Before Dishonor 2022 | 23 juillet 2022  | 43:26 | Garland, Texas                       | Il s'agit d'un Best Two Out Of Three Falls Match où il fait équipe avec Dax Harwood pour le Championnat du monde par équipe de la ROH dont ils détiennent les ceintures. |
| 4 | Victoire | Aussie Open (Kyle Fletcher et Mark Davis)          | NJPW Royal Quest II - Tag 1    | 1er octobre 2022 | 31:59 | Londres, Angleterre                  | Il s'agit d'un match par équipe où il fait équipe avec Dax Harwood pour les IWGP Tag Team Championship dont ils détiennent les ceintures.                                |